# Чан Дај Куанг
Чан Дај Куанг (виј. Trần Đại Quang; 12. октобар 1956 — 21. септембар 2018) био је вијетнамски политичар који је обављао функцију председника Вијетнама од 2. априла 2016. до смрти 21. септембра 2018. године.